# RETURNS (スケボーキングのアルバム)
『RETURNS』（リターンズ）は、スケボーキングの7作目のオリジナル・アルバム。2008年11月26日発売。発売元はBMG JAPAN。

## 概要
活動再開後、移籍後初となるアルバム。今までのミクスチャー・ロックとは異なり、ヒップホップや、テクノ、ハウス等、ヒップホップ要素が濃い作品。
Dragon AshのKj、片瀬那奈、m-floのVERBAL、RIP　SLYMEのPESがゲスト・アーティストとして参加。
初回生産限定盤はミュージック・ビデオを収録したDVDが同梱。通常盤との2形態で発売。
スケボーキングは本作を最後に解散を発表した。

## 収録曲
1. intro[2:43]
  - 作詞・作曲：Shigeo
2. load the disc featuring VERBAL[3:52]
  - 作詞：Shigeo・Shun・VERBAL　作曲：Shigeo・hitoshi ohishi
3. episode V featuring Kj[4:10]
  - 作詞：Shigeo・Shun・Kj　作曲：Shigeo
4. cassette[3:41]
  - 作詞：Shigeo・Shun　作曲：Shigeo
5. interlude[0:25]
6. revibubble[3:07]
  - 作詞：Shigeo・Shun　作曲：Shigeo
7. secret path[3:20]
  - 作詞・作曲：Shigeo
8. bash featuring KATASE NANA[5:00]
  - 作詞：Shigeo・Katase Nana　作曲：Shigeo
9. white sonata no.8 featuring PES[4:55]
  - 作詞：Shigeo・Shun・PES　作曲：Shigeo
10. turn it up[4:30]
  - 詞：Shun・Shigeo　作曲：Shuya
11. slash/slash[4:20]
  - 作詞：Shigeo・Shun　作曲：Shigeo
12. u and i[4:14]
  - 作詞：Shun・Shigeo　作曲：Shuya
13. what can i say[5:13]
  - 作詞：Shigeo・Shun　作曲：Shigeo
14. elegy train[4:48]
  - 作詞：Shigeo・Shun　作曲：Ryuichi Sakamoto・Shigeo

### 初回生産限定盤特典DVD
1. episode V (Music Clip)
2. elegy train (Music Clip)
3. マル秘コンテンツ、ドッキリ映像

## 参加ミュージシャン
- 片瀬那奈
- PES
- VERBAL
- Kj